# 라지니칸트
라지니칸트(Rajinikanth, 1949년 12월 12일 ~ ) (Kannada:ರಜನೀಕಾಂತ್)는 인도의 배우이다. 타밀어를 쓰는 남인도계열 영화(콜리우드)로 유명한 배우이나, 요새는 볼리우드에서도 심심찮게 보인다. 라지니는 또한 재키 찬  뒤에 있는 최고 유료 배우 중 한 명이다. 
인도 영화 역사상 가장 성공적이고 인기 있는 배우 중 한 명으로 널리 알려져 있다. 영화에서 독특한 스타일의 대사와 특이함으로 잘 알려진 그는 국제적으로 엄청난 팬층을 보유하고 있으며 컬트 추종자도 있다. 인도 정부는 인도 영화에 대한 그의 공헌으로 2000년 파드마 부샨, 2016년 파드마 비부샨, 인도에서 세 번째이자 두 번째로 높은 민간인 영예, 2019년 영화 분야에서 최고 상인 다다사헵 팔케 상(Dadasaheb Phalke Award)을 수상했다.
K. 발라칸데르(K. Balachander)의 1975년 타밀 드라마 'Apoorva Raagangal'로 데뷔한 후 라지니칸트의 연기 경력은 타밀 영화에서 적대적인 캐릭터를 묘사하는 짧은 단계로 시작되었다. S. P. 무투라만(S. P. Muthuraman)의 부바나 오루 켈비 쿠리(Bhuvana Oru Kelvi Kuri, 1977), 1978의 물룸 말라룸(Mullum Malarum) 및 아발 아파디단(Aval Appadithan)에서 경멸받는 연인으로서의 그의 주요 긍정적 역할은 그에게 비평가들의 찬사를 받았다. 전자는 그에게 타밀 나두 주 영화상 남우주연상 특별상을 받았다. 10년이 끝날 무렵 그는 인도 남부의 모든 영화 산업에서 일했으며 타밀 영화 분야에서 경력을 쌓았다. 그 후 그는 힌디어 영화 돈(Don, 1978)을 리메이크한 액션 스릴러 빌라(Billa, 1980)에서 이중 역할을 맡았다. 그 시점까지 그의 가장 큰 상업적 성공이었고 스타덤을 얻었으며 그에게 액션 영웅 이미지를 부여했다. 그는 (문드루 무감Moondru Mugam, 1982)에서 삼중 역할을 맡아 타밀 나두 주 영화상 시상식에서 특별상을 받았다. 이듬해 그는 T. 라마 라오(T. Rama Rao)의 최고 수익을 올린 안다 카눈(Andhaa Kaanoon, 1983)으로 볼리우드 데뷔를 했다. 날라바누쿠 날라반(Nallavanukku Nallavan, 1984)은 그해 타밀 배우상 영화상을 수상했다. 1980년대 후반에 그는 게라프타르(Geraftaar, 1985), 베와파이(Bewafai, 1985), 파디카다반(Padikkadavan, 1985), 미스터 바라트(Mr. Bharath, 1986), 벨라이카란(Velaikaran, 1987), 마니탄(Manithan, 1987) 등 타밀어와 힌디어로 여러 성공적인 영화에 출연했다.
몇 년간의 공백 끝에 그는 코미디 공포 영화 찬드라무키(2005)로 다시 연기에 복귀했다. 계속해서 다시 가장 높은 수익을 올리는 타밀어 영화가되었다. 그의 다음 작품인 S. 샨카르의 시바지(Sivaji, 2007)는 100 크로레 클럽(Crore Club)에 진입한 세 번째 인도 영화였다. 그는 SF 영화 엔티란(2010)과 그 속편 2.0(2018)에서 과학자이자 인간형 인간형 로봇이라는 이중 역할을 맡았는데, 둘 다 개봉 당시 인도에서 가장 비싼 제작물이자 최고액 중 하나였다. 역대 최고 수익을 올린 인도 영화이다. 2023년 그의 가장 최근 블록버스터인 제일러(Jailer)는 타밀 영화 산업에 큰 영향을 미쳐 6억 달러 이상의 수익을 올렸고 업계에서 5억 달러 규모의 영화 2편을 제작한 유일한 배우로 자리매김했다. 그는 또한 제일러와 함께 다시 한 번 인도에서 가장 높은 연봉을 받는 배우가 되어 단일 영화로 총 2억 1천만 달러를 벌어들였다.

## 출연 영화
- 1995 : 춤추는 무뚜
- 2010 :《로봇》